# Chartrené
Chartrené ist eine ehemalige französische Gemeinde mit 41 Einwohnern (Stand: 1. Januar 2022) im Département Maine-et-Loire in der Region Pays de la Loire. Sie gehörte zum Arrondissement Saumur. Die Bewohner werden Chartrénéens und Chartrénéennes genannt.
Der Erlass des Präfekten vom 10. Juli 2015 legte mit Wirkung zum 1. Januar 2016 die Eingliederung von Chartrené als Commune déléguée gemeinsam mit 14 weiteren Orten zur Commune nouvelle Baugé-en-Anjou fest.

## Geografie

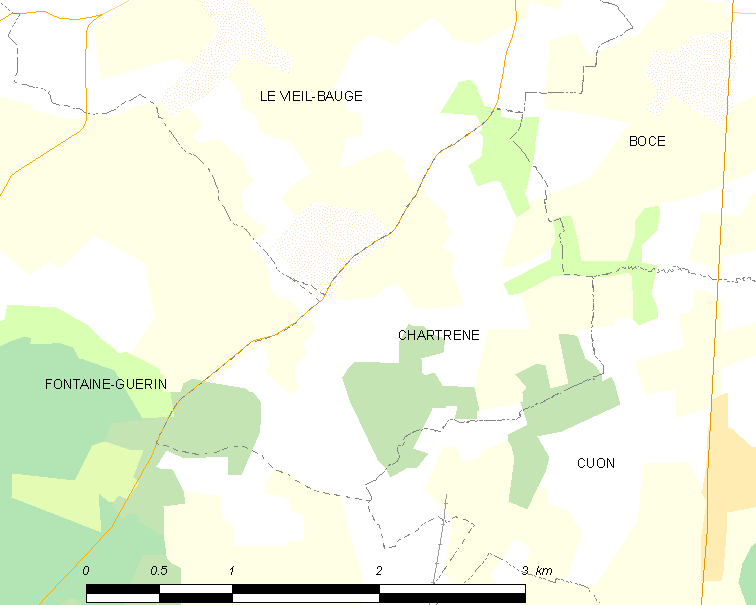
Karte von Chartrené

Chartrené liegt etwa 32 Kilometer östlich von Angers, etwa 62 Kilometer südwestlich von Le Mans und etwa 26 Kilometer nördlich von Saumur in der Région naturelle des Baugeois. Das Gebiet von Chartrené liegt im Pariser Becken auf einer gewellten Hochebene. Im Südwesten des Ortsgebiets erhebt sich ein bewaldeter Hügel, der mit 97 m die höchste Bodenerhöhung darstellt. Das Zentrum befindet sich auf etwa 40 m Höhe. Chartrené wird hauptsächlich von dem Flüsschen Brocard und seinen zeitweise trockenfallenden Nebenflüssen Ruisseau du Grand Mandon und Ruisseau de l’Étang entwässert.
Umgeben wird Chartrené von der Nachbargemeinde  Les Bois d’Anjou und drei Communes déléguées von Baugé-en-Anjou:
| Le Vieil-Baugé   |                                             | Bocé |
|                  | Kompassrose, die auf Nachbargemeinden zeigt | Cuon |
| Les Bois d’Anjou |                                             |      |

## Geschichte
Die Geschichte Chartrenés kann bis ins 6. Jahrhundert zurückgeführt werden, als dieser Platz Quaterniacus hieß. Die Lokalhistoriker gehen davon aus, dass hier in gallorömischer Zeit ein Landhaus stand. Der Name dürfte von Quartini-acum, einem Diminutiv von Quartus abgeleitet sein.
Im 7. Jahrhundert wurde dann der erste Bau der Kirche Saint-Maurice errichtet, nachdem der Bischof von Angers Mainboeuf den Ort eines Wunders besucht hatte. Ende des 10. Jahrhunderts überließ der Graf von Anjou Fulko III. das Land dem Seigneur von Beaupréau, Josselin de Rennes. Erst später, im 11. Jahrhundert, wurde dort von der Abtei Saint-Aubin d’Angers dank Spenden der Familie Chartrené im 11. und 12. Jahrhundert ein Priorat gegründet, das von nun an die Lehnsherrschaft ausübte.
Im 11. Jahrhundert taucht für Chartrené die Bezeichnung Catriniaco auf, im 13. Jahrhundert Chartrené.

## Bevölkerungsentwicklung
| Chartrené: Einwohnerzahlen von 1793 bis 2020                                                                               | Chartrené: Einwohnerzahlen von 1793 bis 2020 | Chartrené: Einwohnerzahlen von 1793 bis 2020 | Chartrené: Einwohnerzahlen von 1793 bis 2020 | Chartrené: Einwohnerzahlen von 1793 bis 2020 |
| --- | -------------------------------------------- | -------------------------------------------- | -------------------------------------------- | -------------------------------------------- |
| Jahr |                                              |                                              |                                              | Einwohner                                    |
| 1793 | 1793                                         |                                              | 276                                          | 276                                          |
| 1800 | 1800                                         |                                              | 202                                          | 202                                          |
| 1806 | 1806                                         |                                              | 145                                          | 145                                          |
| 1821 | 1821                                         |                                              | 211                                          | 211                                          |
| 1831 | 1831                                         |                                              | 226                                          | 226                                          |
| 1841 | 1841                                         |                                              | 214                                          | 214                                          |
| 1846 | 1846                                         |                                              | 218                                          | 218                                          |
| 1851 | 1851                                         |                                              | 209                                          | 209                                          |
| 1856 | 1856                                         |                                              | 216                                          | 216                                          |
| 1861 | 1861                                         |                                              | 201                                          | 201                                          |
| 1866 | 1866                                         |                                              | 196                                          | 196                                          |
| 1872 | 1872                                         |                                              | 167                                          | 167                                          |
| 1876 | 1876                                         |                                              | 168                                          | 168                                          |
| 1881 | 1881                                         |                                              | 163                                          | 163                                          |
| 1886 | 1886                                         |                                              | 173                                          | 173                                          |
| 1891 | 1891                                         |                                              | 177                                          | 177                                          |
| 1896 | 1896                                         |                                              | 199                                          | 199                                          |
| 1901 | 1901                                         |                                              | 172                                          | 172                                          |
| 1906 | 1906                                         |                                              | 178                                          | 178                                          |
| 1911 | 1911                                         |                                              | 150                                          | 150                                          |
| 1921 | 1921                                         |                                              | 140                                          | 140                                          |
| 1926 | 1926                                         |                                              | 145                                          | 145                                          |
| 1931 | 1931                                         |                                              | 125                                          | 125                                          |
| 1936 | 1936                                         |                                              | 140                                          | 140                                          |
| 1946 | 1946                                         |                                              | 112                                          | 112                                          |
| 1954 | 1954                                         |                                              | 99                                           | 99                                           |
| 1962 | 1962                                         |                                              | 96                                           | 96                                           |
| 1968 | 1968                                         |                                              | 86                                           | 86                                           |
| 1975 | 1975                                         |                                              | 57                                           | 57                                           |
| 1982 | 1982                                         |                                              | 44                                           | 44                                           |
| 1990 | 1990                                         |                                              | 49                                           | 49                                           |
| 1999 | 1999                                         |                                              | 54                                           | 54                                           |
| 2006 | 2006                                         |                                              | 55                                           | 55                                           |
| 2013 | 2013                                         |                                              | 52                                           | 52                                           |
| 2020 | 2020                                         |                                              | 52                                           | 52                                           |
| Quelle(n): EHESS/Cassini bis 1999, INSEE ab 2006 Anmerkung(en): Ab 1962 offizielle Zahlen ohne Einwohner mit Zweitwohnsitz |                                              |                                              |                                              |                                              |

## Sehenswürdigkeiten
Der einschiffige Bau der Pfarrkirche Saint-Maurice stammt aus dem 12. Jahrhundert. Sie hat ihren romanischen Stil bewahrt. Die Kirche ist seit 1972 als Monument historique eingeschrieben und birgt zahlreiche Ausstattungsgegenstände, die in der Base Palissy gelistet sind, darunter eine große Anzahl, die als Monument historique der beweglichen Objekte klassifiziert sind.
Der kleine Ort hat noch zwei weitere als Kulturdenkmäler klassifizierte Bauwerke: das Schloss aus dem 14. bis 17. Jahrhundert (Fassaden und Dächer seit 1968 als Monument historique eingeschrieben) und das Pfarrhaus aus dem 17./18. Jahrhundert (Fassaden, Dächer und Scheune seit 1984 als Monument historique eingeschrieben).
Vom Priorat der Benediktiner aus dem 11. Jahrhundert sind nur noch Reste zu sehen. Die Kapelle Sainte Marie-Madeleine wurde 1792 zerstört.
Drei Wassermühlen und eine Windmühle sind über die Gemarkung verteilt.

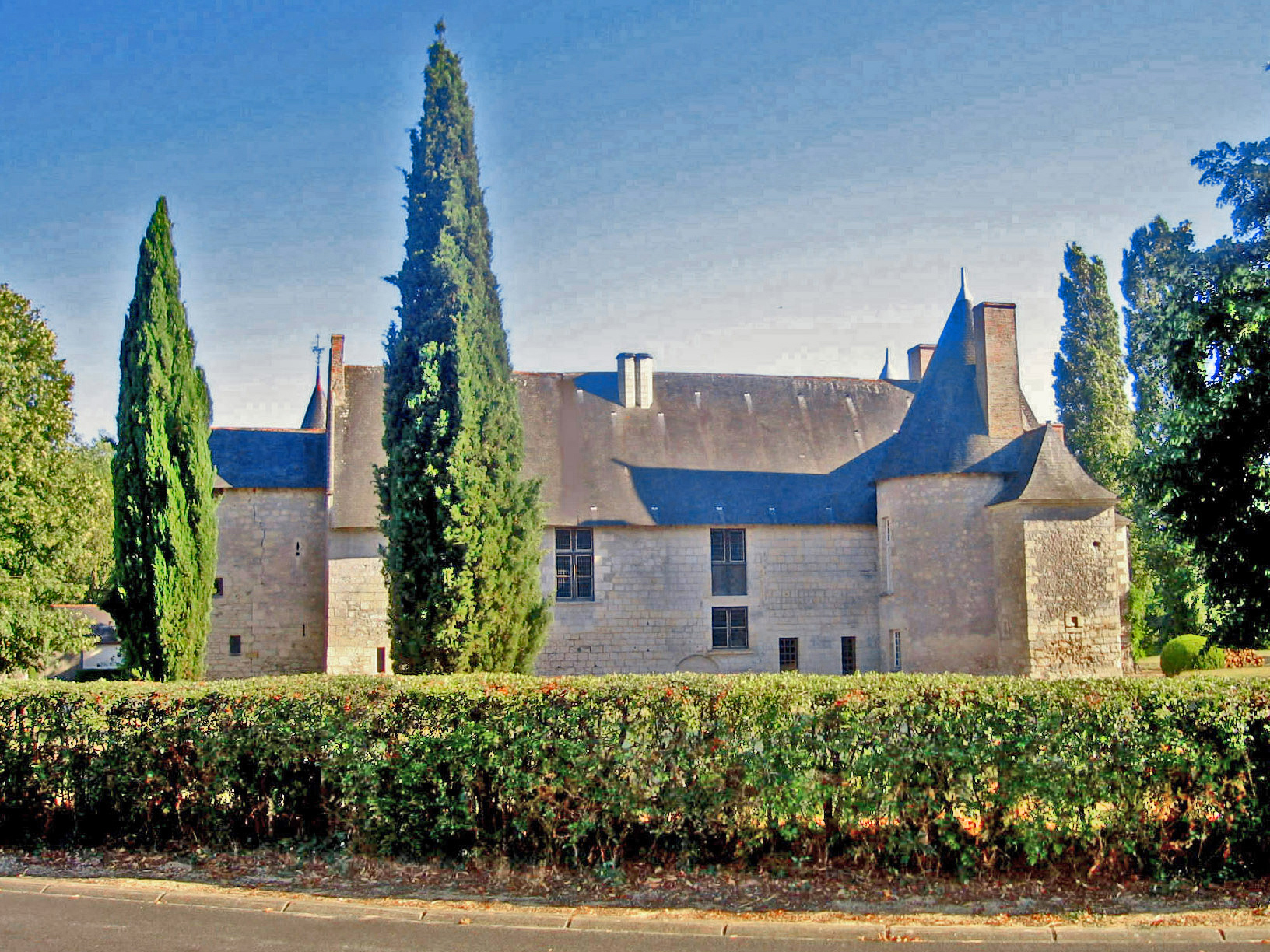
Schloss Chartrèné
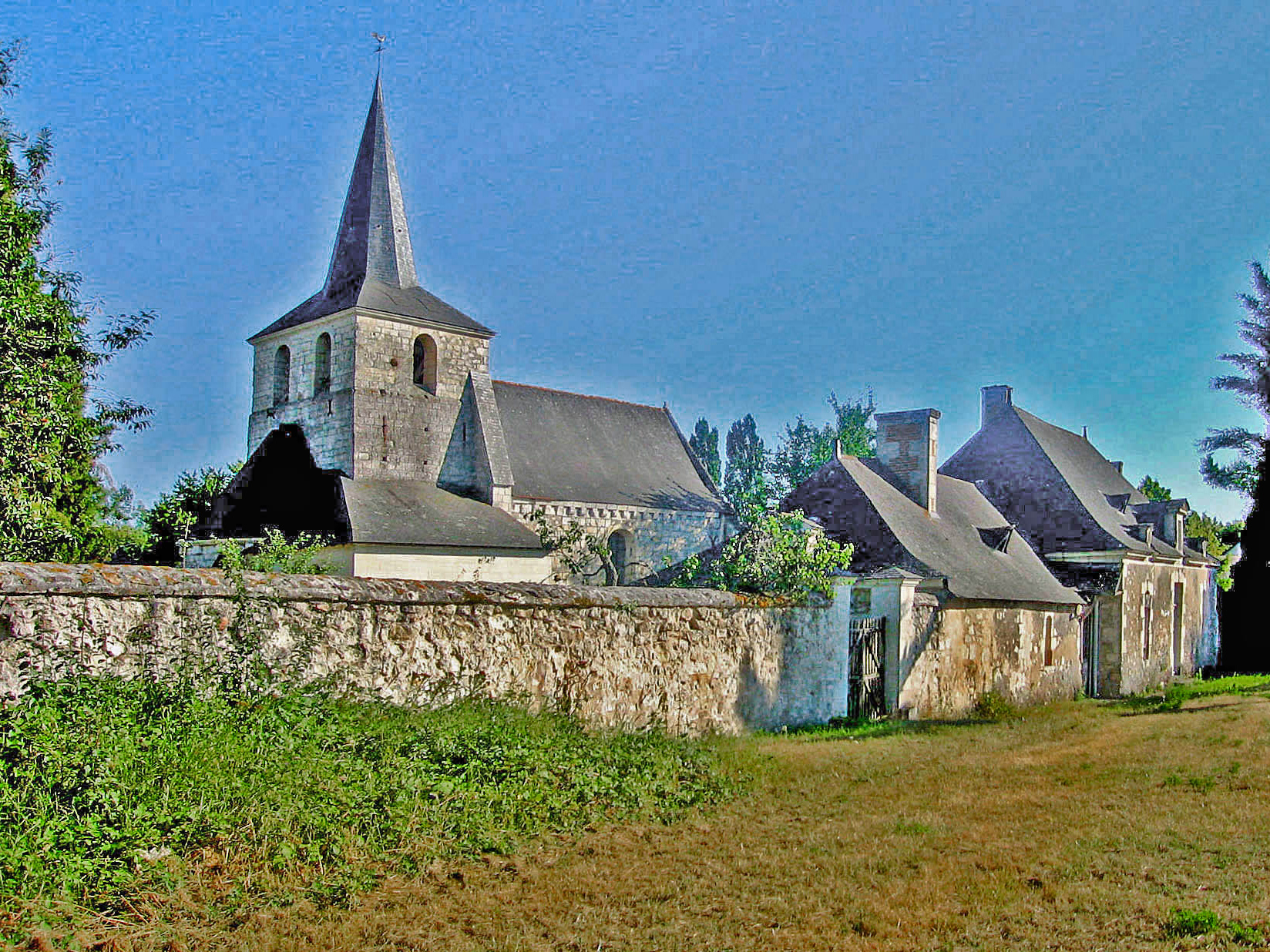
Kirche Saint-Maurice mit Pfarrhaus

## Freizeit und Tourismus
Auch in Chartrené gibt es eine Anlage für das traditionelle Boulespiel der Gegend, das Boule de fort.